# サヴァンナ・スミス・ボーチャー
サヴァンナ・スミス・ボーチャー（Savannah Smith Boucher）は、アメリカ合衆国の女優。ルイジアナ州出身。

## 出演作品
- ザ・ナース
- マックス・ブラボー！／引っ越し稼業も楽じゃない
- ロング・ライダーズ
- 天国への逃走
- ノース・ダラス40